# Tjuorretjärnen (Arjeplogs socken, Lappland, 734169-160125)
Tjuorretjärnen är en sjö i Arjeplogs kommun i Lappland och ingår i Skellefteälvens huvudavrinningsområde. Sjön har en area på 0,0917 kvadratkilometer och ligger 510,3 meter över havet.

## Delavrinningsområde
Tjuorretjärnen ingår i det delavrinningsområde (734216-159825) som SMHI kallar för Inloppet i Galtisjaure. Medelhöjden är 467 meter över havet och ytan är 16,15 kvadratkilometer. Räknas de 17 avrinningsområdena uppströms in blir den ackumulerade arean 230,84 kvadratkilometer. Båtsaströmmen som avvattnar avrinningsområdet har biflödesordning 2, vilket innebär att vattnet flödar genom totalt 2 vattendrag innan det når havet efter 283 kilometer. Avrinningsområdet består mestadels av skog (88 procent). Avrinningsområdet har 0,48 kvadratkilometer vattenytor vilket ger det en sjöprocent på 3 procent.